# Certonotus paluma
Certonotus paluma là một loài tò vò trong họ Ichneumonidae.